# Get Off of My Cloud
Get Off of My Cloud är en låt av gruppen The Rolling Stones. Låten skrevs som uppföljning till låten (I Can't Get No) Satisfaction. Låten toppade listorna både i USA och Storbritannien. Låten är känd för Charlie Watts trumintro och Keith Richards och Brian Jones gitarrspel. Låten släpptes som singel i USA den 25 september 1965 och i Storbritannien den 22 oktober 1965.
I Europa kom låten aldrig med på något officiellt studioalbum, medan det i USA togs med på det särskilt för Amerikamarknaden gjorda albumet December's Children (And Everybody's). Den har senare funnits med på flertalet av Rolling Stones samlingsalbum så som Big Hits (High Tide and Green Grass) (1966), Rolled Gold+: The Very Best of the Rolling Stones (1975), Forty Licks (2002), och GRRR! (2012). Liveversioner finns på Got Live If You Want It! (1966) och Love You Live (1977).

## Listplaceringar
| Lista (1965)   | Position              |
| -------------- | --------------------- |
| Finland        | 2                     |
| Flandern       | 6                     |
| Irland         | 2                     |
| Kanada         | 1                     |
| Nederländerna  | 2                     |
| Norge          | 2 (VG-lista)          |
| Storbritannien | 1                     |
| Sverige        | 2 (Kvällstoppen)      |
| Sverige        | 2 (Tio i topp)        |
| USA            | 1 (Billboard Hot 100) |
| Vallonien      | 14                    |
| Västtyskland   | 1                     |
| Österrike      | 5                     |